# Cacan
Cacan (in croato: Kakan) è un'isola della Croazia, situata di fronte alla costa dalmata, al largo, a est di Sebenico e fa parte dell'omonimo arcipelago. Amministrativamente appartiene al comune di Sebenico, nella regione di Sebenico e Tenin. L'isola non ha popolazione residente, ma solo stagionale.

## Geografia
L'isola si trova a ovest di Capri (divisa dal canale Cacan), tra quest'ultima e Zuri. L'isola, che sviluppa lungo una linea sud-est/nord-ovest, è lunga 5,6 km da punta Cacan di Maestro a punta Cacan di Scirocco (in croato ambedue rt Kakan) e larga 1 km nella parte sud-orientale, dove il monte Cacan (Kakan) che misura 110,7 m raggiunge il punto più alto dell'isola. Ha una superficie di 3,39 km² e uno sviluppo costiero di 14,284 km. Nella parte settentrionale due baie opposte formano una strozzatura, quasi un istmo: valle Prisliga (uvala Potprisliga), rivolta a sud-ovest, e valle Nadprisliga (uvala Natprisliga), aperta a nord-est; a metà dell'isola la valle Pocuccina (uvala Potkućina), o valle Brugnac, è la più grande dell'isola e quella più frequentata per l'ancoraggio. Punta Cacan di Scirocco è segnalata da un faro.

### Isole adiacenti
- Scogli Tetevisgnach, sono 7 e si trovano a nord-ovest.
- Scoglio Camicich[10] o Cacagn[10] (hrid Mala Mare), a nord-ovest della punta settentrionale di Cacan (a circa 450 m[2]), è dotato di un segnale luminoso[11] 43°42′47″N 15°38′03″E.
- Isolotti Borogna (Borovnjak Veli e Borovnjak Mali), a nord di valle Pocuccina.
- Isolotti Camene (Kamešnjak Veli e Kamešnjak Mali), a sud-est.

### Cartografia
- (HR) Mappa topografica della Croazia 1:25000, su preglednik.arkod.hr. URL consultato il 29 dicembre 2016.
- G. Giani, Carta prospettiva delle Comuni censuarie della Dalmazia, foglio 6, 1839. Fondo Miscellanea cartografica catastale, Archivio di Stato di Trieste.
- Carta di cabottaggio del mare Adriatico, foglio VII, Milano, Istituto geografico militare, 1822-1824. URL consultato il 24 agosto 2020 (archiviato dall'url originale il 13 aprile 2013).